# Obernhof (Radevormwald)
Obernhof ist eine Ortschaft in Radevormwald im Oberbergischen Kreis im nordrhein-westfälischen Regierungsbezirk Köln in Deutschland.

## Lage und Beschreibung
Der Ort liegt im Norden des Stadtgebiets. Die Nachbarorte sind Freudenberg, Landwehr, Lambeck, und Feckinghausen. In Obernhof entspringt ein Quellbach des Freebachs, welcher in ein Vorbecken der Heilenbecker Talsperre mündet.
Politisch wird der Ort durch den Direktkandidaten des Wahlbezirks 170 im Rat der Stadt Radevormwald vertreten.

## Geschichte
1516 wird der Ort Overhof bzw. Oberhove in Kirchenrechnungen der reformierten Kirchengemeinde Radevormwald erstmals genannt. Der im Norden an der Hofschaft vorbeiführende Teilabschnitt der Bergischen Landwehr, welcher von Wuppertal-Elberfeld bis nach Marienheide-Krommenohl reichte, sicherte das Bergische Territorium vor Einfällen aus dem Märkischen. Der Heimatforscher Gerd Helbeck datiert die Entstehung dieser Landwehr auf das frühe 14. Jahrhundert. Die bei Oberhof die Landwehr durchquerende Altstraße Radevormwald–Schiffahrt–Rüggeberg wird nachweislich als Teil der Relation Köln–Dortmund in den Jahren 1715 und 1799 erwähnt.
1715 wird der Hof auf der Topographia Ducatus Montani mit Übernhof aufgeführt. In der Karte Topographische Aufnahme der Rheinlande von 1825 wird der Ort mit der heute gebräuchlichen Bezeichnung Obernhof benannt.